# Jambeyan (Sedan)
Jambeyan is een bestuurslaag in het regentschap Rembang van de provincie Midden-Java, Indonesië. Jambeyan telt 1176 inwoners (volkstelling 2010).